# Парк імені Анатолія Собіно

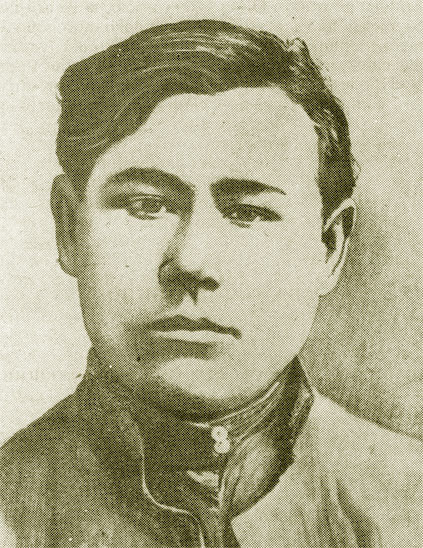
Анатолій Собіно

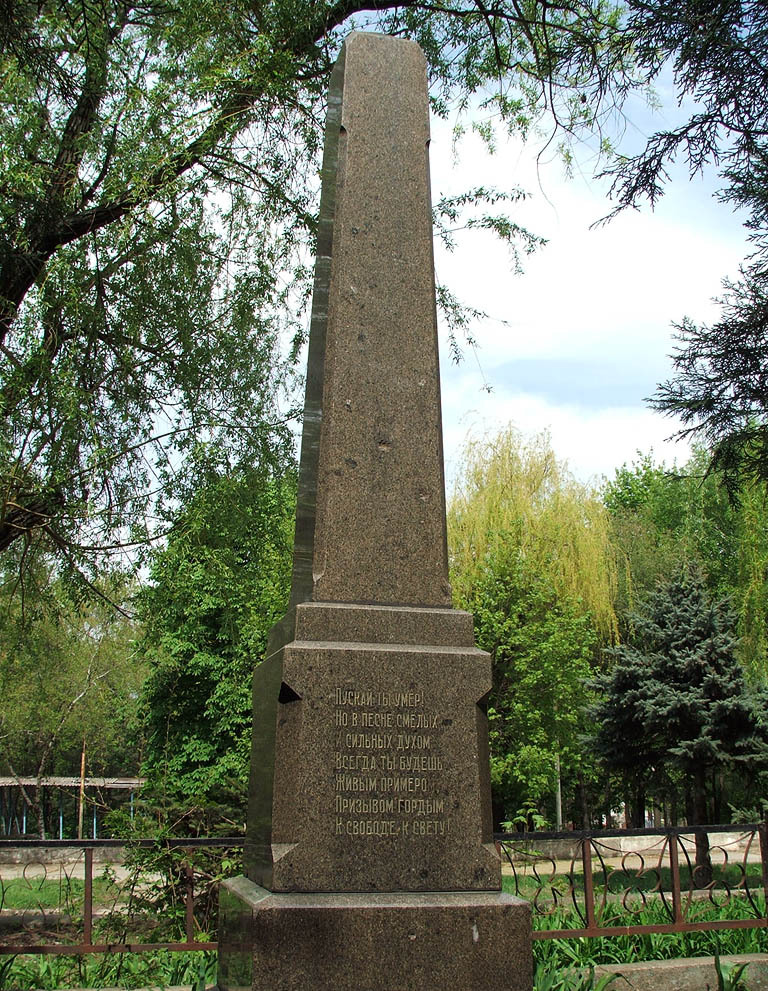
Поховання Анатолія Собiно в парку

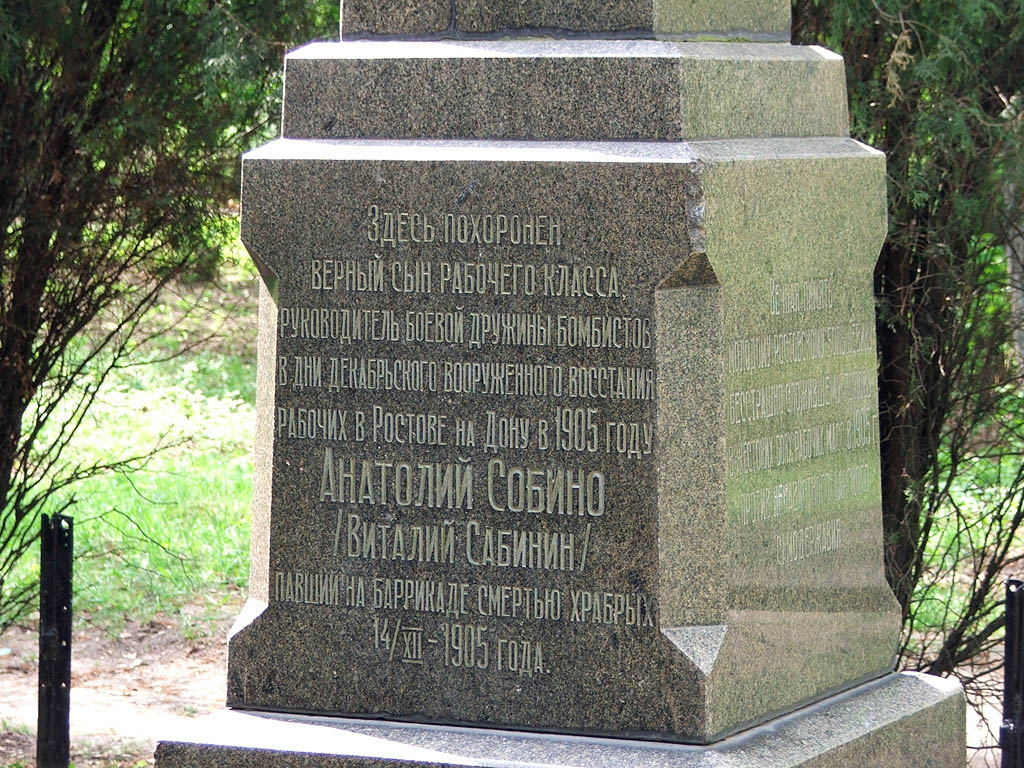
Напис на пам'ятнику Анатолія Собино

Парк імені Анатолія Собінов (рос. Парк имени Анатолия Собино) — парк культури і відпочинку, який розташований у Залізничному районі Ростова-на-Дону. Парк отримав свою назву на честь революціонера Анатолія Собіно (Віталій Сабінін). Часто самі городяни називають це місце кепським сквером. На території парку збереглася могила Анатолія Собіно, з чим і пов'язана назва зеленого масиву.

## Історія
Колись на місці парку імені Анатолія Собінов існував Ленгородський Садок, який вважався головним парком Затемерницького поселення.
В часи Радянського Союзу сквер представляв собою невелику ділянку зелені. На території парку розташовувалося колесо огляду, дитячі атракціони, літня естрада, кінотеатр під відкритим небом і планетарій. 
В XXI столітті більшість споруди на території парку знаходяться в аварійному стані і потребують реставрації. На всій території розташовані уламки старих будівель, серед яких залишки сценічного майданчика, яку оточують цегла та будівельні блоки, а також цегляна стіна. Встановлені коли-то лавочки в більшій кількості своєму знищені і поламані, тротуари — розбиті. 
У 2006 році у парку з'явився статус скверу і він опинився на балансі районної дирекції комунального майна та благоустрою. На території сталися деякі зміни: аварійні дерева були обрізані, був проведений частковий демонтаж зруйнованих об'єктів. У травні 2013 року учасники ініціативної групи стали проводити благоустрій клумб. Сходинки від центральної алеї до спортивного майданчика, повинні були відреставрувати, також провести необхідні роботи по відновленню меморіалу Анатолію Собіно.
Часткове відновлення парку стало відбуватися в 2014 році. Тут почалася прибирання листя. З'явилася невелика дитячий майданчик. В кінці 2015 року було заявлено, що територія парку імені Анатолія Собінов буде облагороджена. Були представлені варіанти благоустрою території, проте на той момент не були обрані остаточні варіанти.